# Wintersnood
Wintersnood is een Belgisch bier. Het wordt gebrouwen door ‘t Hofbrouwerijke te Beerzel voor De Verhuisbrouwerij uit Deurne.

## Achtergrond
De Verhuisbrouwerij zijn hobbybrouwers die maandelijks met hun brouwcaravan naar een andere plaats verhuizen om daar brouwdemonstraties te geven. Enkele bieren laten ze op grotere schaal brouwen in professionele brouwerijen om hun kosten te dekken. Kenmerkend voor De Verhuisbrouwerij is dat ze zeer gedetailleerde informatie over hun bieren vrijgeven op de etiketten.

Wintersnood is geen typisch winterbier. De naam verwijst enkel naar de toestand van het weer in de periode waarin het bier gebrouwen werd eind 2010: er lag toen een pak sneeuw. Het laatste deel van de naam, “nood”, verwijst eveneens naar het meest typische ingrediënt van het bier: noten. Bier met noten maken is niet eenvoudig omdat de notenolie het schuim afbreekt. Na herhaaldelijk experimenteren met verschillende soorten noten, werd gekozen voor de hazelnoot.

## Het bier
Wintersnood is een bruin notenbier van hoge gisting met een alcoholpercentage van 6,4%. Alle brouwsels van De Verhuisbrouwerij krijgen een nummer, maar ook alle brouwsels van een bepaald bier krijgen een eigen nummer omdat er smaakevolutie ontstaat door nagisting in de fles en ieder bier dus een beetje een andere smaak heeft. Wintersnood werd nog slechts eenmaal grootschalig gebrouwen. Het bier dat men kan kopen of drinken is dus nog steeds Wintersnood I. Op 8 oktober 2010 werd er 500 liter van gebrouwen. Deze werden gebotteld op 5 november 2011.

Het bier is verkrijgbaar in flessen van 33 cl.